# Luigi Mazzone
Luigi Mazzone (Catania, 17 gennaio 1974) è uno schermidore, dirigente sportivo e medico italiano.
In ambito agonistico, è stato campione italiano di spada individuale e atleta della Nazionale, prima di diventare componente dello staff tecnico azzurro. È presidente della Federazione Italiana Scherma dal 19 gennaio 2025. In campo medico, da Neuropsichiatra infantile, si distingue per il suo lavoro clinico e di ricerca nel settore del disturbo dello spettro autistico e per il suo impegno sociale nello sport inclusivo.

## Biografia

### Attività sportiva
Inizia a tirare di scherma nel CUS Catania, impugnando l'arma del fioretto, successivamente passa alla spada.
Ottiene il primo risultato di rilievo nel 1990, laureandosi Campione Italiano della categoria Cadetti a Siena, mentre nel 1993 vince l'oro a squadre ai Campionati Italiani Giovani di Bolzano e sale sul podio nella tappa di Coppa del Mondo Under 20 di Laupheim.
Ai Campionati italiani assoluti di scherma vince un oro, laureandosi campione d'Italia a Conegliano 2002, e tre bronzi (a Firenze 1999, Assisi 2005 e Siracusa 2010).
Sempre a livello giovanile viene convocato per i Campionati Mondiali Cadetti di Foggia 1991, dove chiude all'11° posto nella spada maschile individuale.
Nel suo palmares internazionale tra gli Assoluti spiccano un podio (medaglia di bronzo a Buenos Aires nel 2006) e quattro "finali" nel circuito senior di Coppa del Mondo. Vanta, inoltre, un bronzo nel Trofeo internazionale "Principato di Monaco", un oro e un argento ai Campionati Nazionali Universitari.
Sempre con i colori azzurri, fa parte del team Italia che prende parte ai Giochi del Mediterraneo di Almeria 2005, classificandosi al 5° posto nella spada maschile individuale.
Nel 2004 riceve la Medaglia di Bronzo al Merito Sportivo del CONI.
Nel 2014 ottiene il titolo di Maestro di Scherma. Nello stesso anno, vince anche l'oro ai Campionati Mondiali per Maestri.
Entra a far parte dello Staff della Nazionale olimpica di Spada come mental coach nel 2015 e partecipa alle Olimpiadi di Rio 2016 dove la squadra italiana degli spadisti vince una storica medaglia d'argento.
Segue la Nazionale azzurra di spada maschile anche ai Giochi Olimpici di Tokyo 2020 (disputati nel 2021).
Nel 2024 torna in pedana, partecipando al circuito Master e nei Campionati Mondiali Veterani di Scherma a Dubai si classifica quinto nella spada, categoria Over-50.

### Attività da dirigente
È stato componente del Consiglio federale del CUSI (Centro Universitario Sportivo Italiano) per tre mandati.
Dal 2017 è stato per due anni Commissario Straordinario del CUS Catania di cui è stato eletto Presidente nel 2019, carica ricoperta fino al gennaio 2025.
Viene eletto Presidente della Federazione Italiana Scherma il 19 gennaio 2025.
Nel gennaio 2025 viene insignito della Stella d'Oro al Merito Sportivo del CONI.

### Attività medica
Si laurea in medicina nel 1997 col massimo dei voti e lode presso l'Università degli Studi di Catania. Nel 2003 si specializza in Neuropsichiatria infantile e nel 2007 conclude un Dottorato in Scienze Pediatriche.
La sua carriera lo porta a fare ricerca in numerose università in Italia e all'estero. In particolare, dal 2005 al 2009 svolge attività di ricerca presso il National Institute of Mental Health di Bethesda, a Washington, e presso la Division of Child and Adolescent Psychiatry della Columbia University, a New York. Dal 2011 al 2016 lavora come medico Neuropsichiatra Infantile presso l'ospedale pediatrico Bambino Gesù di Roma. Nel 2016 entra come ricercatore presso l'Università degli Studi di Roma Tor Vergata. Successivamente diviene prima professore associato e poi, dal 2021, professore ordinario di Neuropsichiatria Infantile e direttore della Scuola di Specializzazione in Neuropsichiatria Infantile. Nel Policlinico di Tor Vergata è direttore della U.O.S.D. di Neuropsichiatria Infantile.
È autore di numerose pubblicazioni internazionali su riviste peer reviewed oltre a essere uno dei riferimenti clinici e scientifici a livello internazionale sul disturbo dello spettro autistico. Tra le sue opere "Psychiatric Symptoms and Comorbidities in Autism Spectrum Disorder" e "Autism Spectrum Disorder: Understanding the Female Phenotype" per Springer, "Un autistico in famiglia: Le risposte ai problemi quotidiani dei genitori di ragazzi autistici Formato Kindle" per Mondadori; "Sport, campus e inclusione. Modelli di organizzazione e gestione per bambini e ragazzi con disturbi del neurosviluppo" per Erickson.
Unisce anche la sua attività scientifico-medica all'interesse per la scherma, che utilizza come strumento per l'inclusione. A questo fine, fonda l’Accademia Scherma Lia che dal 2016 organizza corsi e allenamenti di scherma per l’inclusione dei ragazzi autistici e con disabilità motorie. Promuove anche il Progetto Olimpiadi che consente a 8 ragazzi autistici di partecipare alle Olimpiadi di Rio de Janeiro in Brasile nel 2016 grazie alla Fondazione Bambino Gesù ONLUS e Progetto AITA. Un'esperienza ripetuta nel 2024 in occasione dei Giochi Olimpici di Parigi..
È anche promotore anche del Progetto AITA che organizza Summer Camp dedicati a bambini e ragazzi con disabilità.

## Palmarès
| Anno | Manifestazione                          | Sede         | Evento                    | Risultato |
| ---- | --------------------------------------- | ------------ | ------------------------- | --------- |
| 1993 | Campionati Italiani Giovani             | Bolzano      | Spada a squadre           | Oro       |
| 2002 | Campionati italiani assoluti di scherma | Conegliano   | Spada individuale         | Oro       |
| 2005 | Campionati italiani assoluti di scherma | Assisi       | Spada individuale         | Bronzo    |
| 2005 | Giochi del Mediterraneo del 2005        | Almeria      | Spada individuale         | 5º        |
| 2006 | Coppa del Mondo Assoluti di scherma     | Buenos Aires | Spada individuale         | Bronzo    |
| 2010 | Campionati italiani assoluti di scherma | Siracusa     | Spada individuale         | Bronzo    |
| 2014 | Campionati mondiali maestri di scherma  | Prato        | Spada individuale         | Oro       |
| 2024 | Campionati mondiali veterani di scherma | Dubai        | Spada individuale over 50 | 5º        |

## Opere
- AA.VV. Approccio alla Neuropsichiatria Infantile, Edizioni Panuzzo 2007
- Luigi Mazzone, Un autistico in famiglia, Mondadori 2015
- Luigi Mazzone, Benedetto Vitiello, Psychiatric Comorbidities in Autism Spectrum Disorders, editore Springer July 2016
- Luigi Mazzone, Sport, Campus e inclusione, Edizioni Erickson 2017
- Luigi Mazzone, La Selettività alimentare nel Disturbo autistico, Edizioni Erickson 2018
- Giulia Giovagnoli, Luigi Mazzone, Il Parent Training nel Disturbo dello Spettro dell’Autismo, Edizioni Erickson 2020
- Luigi Mazzone, Autism Spectrum Disorder: Understanding the Female Phenotype, Editore Springer 2024
- Luigi Mazzone, Martina Siracusano e Giacomo Vivanti, Autismo - Interventi, servizi e supporti evidence-based, Editore Il Pensiero Scientifico 2025